# ایسونو کازوماسا
ایسونو کازوماسا (به ژاپنی: 磯野 員昌 Isono Kazumasa); ۱ ژانویهٔ ۱۵۲۳ – ۱ ژانویهٔ ۱۵۸۳) از ملازمان خاندان آزای سامورایی اهل ژاپن بود.